# Xã Union, Quận Greene, Arkansas
Xã Union (tiếng Anh: Union Township) là một xã thuộc quận Greene, tiểu bang Arkansas, Hoa Kỳ. Năm 2010, dân số của xã này là 2.587 người.